# Geëerd Medewerker van het GOSP
De titel van een "Geëerd Medewerker van het GOSP" (Russisch: "Почетный Сотрудник ГУСП") wordt toegekend aan medewerkers van het Directoraat voor Speciale Programma's van de President van de Russische Federatie (GOSP) en medewerkers van de daaraan ondergeschikte organen voor het verrichten van "bijzondere diensten die bijdroegen aan het overwinnen van de uitdagingen waarmee het Directoraat voor Speciale Programma's van de President van de Russische Federatie wordt geconfronteerd".
Aan de titel is een op de borst gedragen schildvormige onderscheiding verbonden. Deze "Нагрудный Знак «Почетный Сотрудник ГУСП»" werd in het decreet №26 van 28 december 2001 ingesteld. Het is een ministeriële onderscheiding.
De onderscheiding toont een gouden rijksappel tegen de achtergrond van de Russische vlag met daaromheen onderdelen van het embleem van het Directoraat voor Speciale Programma's van de President van de Russische Federatie. Deze zeer geheime organisatie is belast met de zorg voor de bunkers van de Russische regering.
Dit directoraat kreeg op 23 maart 2000 in een Presidentieel Decreet een eigen embleem toegewezen. Het Kremlin koos als symbool een aan het symbool van de veiligheidsdienst (en de vroegere KGB) ontleend wapenschild. Dit wapen combineert onderdelen van de oude tsaristische heraldische vormentaal zoals de gekroonde dubbele adelaar en de rijksappel met het schild en het zwaard van de KGB en de Russische driekleur. De beschermende taak van de GOSP komt in het wapen en daarmee ook in de daarvan afgeleide onderscheiding, goed tot uitdrukking.